# غرديم خانة
غرديم‌ خانة هي قرية في مقاطعة بيرانشهر، إيران. يقدر عدد سكانها بـ 96 نسمة بحسب إحصاء 2016.